# التیمیت ایر شاتل
التیمیت ایر شاتل (به انگلیسی: Ultimate Air Shuttle) یک شرکت هواپیمایی با کد یاتا UE است که در تاریخ ۲۰۰۹ میلادی تأسیس شده و در تاریخ ژوئیه ۲۰۰۹ فعالیتش را آغاز کرده‌است. دفتر مرکزی التیمیت ایر شاتل در سینسینتی، ایالات متحده آمریکا واقع شده‌است و قطب این شرکت هواپیمایی در فرودگاه شهری سینسنتی لونکن قرار دارد و به ۷ مقصد، پرواز انجام می‌دهد.